# Усадьба Голицыных в Знаменском переулке
Уса́дьба Голи́цыных в Зна́менском переу́лке (Галерея искусства стран Европы и Америки XIX—XX веков) — усадебный комплекс, построенный в 1759—1766 годах для князя Михаила Голицына по проекту архитектора Саввы Чевакинского. С 1775 по 1776 год в имении Голицыных проживала Екатерина II, приехавшая в Москву на празднования в честь заключения Кючук-Кайнарджийского мирного договора с Османской империей. Специально для императрицы на территории имения был возведён деревянный Пречистенский дворец, соединённый с главным корпусом и соседними усадьбами длинными коридорами. После отъезда Екатерины II в Петербург конструкция была разобрана.
C 2005 года усадьба перешла во владение ГМИИ имени Пушкина. В 2006-м в левом флигеле была открыта Галерея искусства стран Европы и Америки XIX—XX веков. По состоянию на 2018 год в имении ведутся работы по реконструкции в рамках создания Музейного городка ГМИИ. Открытие нового выставочного пространства планируется в 2021-м.

## История

### Возведение усадьбы
История имения прослеживается с XVII века, когда в 1638 году была проведена перепись московских дворов, вошедшая в историю как «рукопись Мартынова». Согласно документу, первым владельцем территории стал Пимен Юшков. Впоследствии имение перешло к поручику Совету Юшкову, в 1724-м продавшему усадьбу сподвижнику Петра I князю Михаилу Голицыну-младшему. На момент сделки на территории располагались одноэтажные каменные палаты, прозванные в народе «Сенной шалаш».
В 1759—1766 годах здание было перестроено по проекту архитектора Саввы Чевакинского. В отделке внутренних помещений также принимали участие Иван Мергасов и Иван Жеребцов. Главный дом в стиле раннего классицизма построили в глубине участка. Со стороны фасада располагались ризалиты. В 1770-м напротив усадьбы были возведены въездные ворота с калитками по обеим сторонам, на которых изображён фамильный герб семьи Голицыных и вензель «PMG» (Prince Michail Golitzin) — личный знак Михаила Голицына. В это же время рядом с усадьбой построили правый флигель.

### Пречистенский дворец
В 1775 году в Москву прибыла Екатерина II для празднования заключения Кючук-Кайнарджийского мира с Османской империей. Императрица обратилась к Михаилу Голицыну с просьбой подыскать ей жильё недалеко от Кремля. Для этих целей князь предложил ей собственный дом, находившийся рядом с бывшим Конюшенным двором.
К прибытию Екатерины II Голицын провёл массовую перестройку усадьбы, пригласив для этих целей архитектора Матвея Казакова. Первоначальный объём дома сохранился, однако были добавлены антресоли и расширен один из дворовых ризалитов, а в центре здания появился шестипилястровый портик коринфского ордера с оштукатуренным плоским фронтоном. Между портиком и ризалитом находился главный вход. Пилястр прерывался тремя высокими окнами с полуциркульной аркой, объединёнными балконом с высокими парапетами и вписанными в круги цветами. Также над вторым окном расположили нарядные филёнки и ризалиты, обрамляющие фасад.
К приезду императрицы возвели обширный деревянный дворец, прозванный Пречистенским — в честь тогдашнего названия улицы. В здании находился двухсветный тронный зал площадью около 775 м².
Несмотря на всю стужу и зимнее тогдашнее время, производилось строение сие с великми поспешением, и тысячи рук занимались оным денно и ночно.Учёный Андрей Болотов
Дворец соединялся деревянными переходами с двумя соседними усадьбами: Лопухиных и Голицыных-Вяземского-Долгоруких. Находящийся рядом с дворцом дом был подарен Григорию Потёмкину — фавориту Екатерины II, от которого во время проживания в Пречистенском дворце императрица родила дочь Елизавету. Девочку отдали на воспитание графу Самойлову. После окончания торжеств императрица покинула Москву, а деревянные конструкции, составляющие комплекс дворца, были разобраны и перенесены на Воробьёвы горы, где их заново собрали на месте старых каменных палат, возведённых ещё при Василии III. По причине отсутствия должного ухода постройка Пречистенского дворца не сохранилась до наших дней.
На участке Голицыных вместо дворца построили левый флигель усадьбы. В конце XVIII века усадьба Голицыных была редекорирована архитектором Родионом Казаковым.

### Усадьба в XIX и XX веках
Во время Отечественной войны 1812 года в усадьбе размещался штаб Армана Луи де Коленкура — французского посла в России, сопровождающего Наполеона I в военном походе. Когда начался масштабный пожар, Коленкур, солдаты его штаба и слуги Голицыных спасли коллекцию карет, находившуюся в Колымажном дворе.
После окончания войны семья Голицыных устраивала в усадьбе частые балы, на которых присутствовал Александр Пушкин — поэт даже планировал венчание с Натальей Гончаровой в усадебной церкви, однако из-за запрета духовной власти обряд был перенесён в церковь Вознесения Господня у Никитских ворот.
В 1859 году усадьба перешла в наследство дипломату Михаилу Голицыну, а после к его племяннику — Сергею Голицыну, увлекающемуся коллекционированием живописи. В 1865-м он создал музей своего собрания, открытый для свободного посещения. Так называемый «Голицынский музей» просуществовал до 1885 года, в нём экспонировались более двухсот полотен западноевропейских художников: Питера Брейгеля, Ван Дейка, Паоло Веронезе, Джованни Каналетто, Караваджо, Антонио да Корреджо, Пьетро Перуджино, Никола Пуссена, Рембрандта, Луи-Леопольда Робера, Питера Пауля Рубенса, Тициана. Собрание книжной коллекции князя насчитывало около 12 тысяч томов, в которые также входили инкунабулы и образцы типографского искусства. В 1869 году в музее проходили заседания археологического съезда.
В 1870 году Сергей Голицын принял решение сдавать первый этаж усадьбы под частный наём — это должно было решить финансовые проблемы семьи. В комнатах проживали писатель Александр Островский, написавший здесь повесть «Бесприданница», философ Иван Аксаков и западник Борис Чичерин. В 1885-м Голицын был также вынужден продать Эрмитажу свою художественную коллекцию, составляющую основу Голицынского музея, за 800 000 рублей.
В конце XIX века левый флигель усадьбы был реконструирован по проекту Василия Загорского. В 1888—1892 годах в нём размещалось частное училище И. М. Хайновского.
В 1903 году усадьбу продали Московскому художественному обществу, которое сдавало помещения торговой школе, женской гимназии Л. Н. Громогласовой, университету Альфонса Шанявского и Высшим женским сельскохозяйственным курсам. Усадебные флигели были перестроены под квартиры и носили название «Княжий двор». Среди постояльцев были художник Василий Суриков, музыкант Александр Скрябин, художник Илья Репин, писатель Борис Пастернак.
После революции 1917 года в главном здании усадьбы была размещена Социалистическая академия общественных наук, в 1924-м переименованная в Коммунистическую академию. В 1936 году учреждение вошло в состав Академии наук СССР и в зданиях открылись её институты: истории, славяноведения, материальной культуры, экономики, истории искусств. В правом флигеле располагалась редакция Большой советской энциклопедии.
В 1928—1930 годах в главном здании усадьбы надстроили два верхних этажа, в результате чего был утерян венчающий портик фронтон. В конце 1930-х годов снесли флигели, выходившие на Волхонку, а на их месте установили АСЗ — единственную постройку из проектного комплекса Дворца Советов.

### Современность
До 2000-х годов особняк находился в ведении Института философии Российской академии наук. Под их руководством первый и второй этажи были отреставрированы для размещения библиотеки и кабинетов научных работников. На пятом этаже располагались учебные аудитории Государственного академического университета гуманитарных наук. В 2005-м здание получил в собственность Музей изобразительных искусств имени Пушкина.
С 2006 года в левом флигеле усадьбы открылась Галерея искусства стран Европы и Америки XIX—XX веков, где размещается коллекция живописи западноевропейских и американских художников, в том числе и собрания импрессионистов и постимпрессионистов.
К 2021 году в особняке Голицыных планируется открытие новых выставочных пространств по проекту расширения ГМИИ. Проект перестройки главного здания был разработан архитекторами Юрием Аввакумовым и Георгием Солоповым. Согласно плану реконструкции, надстройки 1930 годов будут скрыты под стеклянной крышей и установленным двухконтурным фасадом.